# Joanna Lawn
Joanna Lawn (Wellington, 29 december 1973) is een Nieuw-Zeelandse triatlete. Ze werd meervoudig Nieuw-Zeelands kampioene triatlon op de lange afstand. Ook behaalde ze meerdere keren een podium plaats bij een Ironman.

## Levensloop
Joanna Lawn groeide op in Auckland. In 1998 nam ze deel aan het wielrennen bij de Gemenebestspelen en eindigde hierbij op een negende plaats. In 1999 stapte ze over op de triatlon.
Ze bleek een succesvol triatlete. Zo won ze zesmaal achtereenvolgens de Ironman New Zealand en werd tweemaal tweede bij deze wedstrijd. Ook nam ze meerdere keren deel aan de Ironman Hawaï. Haar beste prestatie hierbij is tweemaal een vierde plaats.
Lawn trouwde met Armando Galarraga.

## Titels
- Nieuw-Zeelands kampioene triatlon op de lange afstand - 2006, 2007, 2008

## Palmares

### triatlon
- 2000:  25-29jr Ironman Hawaï
- 2001: 4e Ironman New Zealand - onbekende tijd
- 2001: 11e Ironman Hawaï - 10:07.17
- 2002:  Ironman USA Lake Placid - 9:57.35
- 2002:  Ironman New Zealand - onbekende tijd
- 2002: 10e Ironman Hawaï - 9:42.57
- 2003:  Ironman New Zealand - 9:17.56
- 2003: 11e Wildflower Long Course - 4:59.49
- 2003:  Ironman USA Lake Placid - 10:00.33
- 2003: 13e Ironman Hawaï - 9:52.20
- 2004:  Ironman New Zealand - 9:22.24
- 2004:  Ironman USA Lake Placid - 9:39.58
- 2004: 5e Ironman Hawaï - 10:05.10
- 2005:  Ironman New Zealand - 9:30.14
- 2005: 4e Ironman Australia - 9:34.04
- 2005: 4e Ironman Hawaï - 9:14.53
- 2006: 4e Wildflower Long Course
- 2006:  Ironman New Zealand - 4:10.33 (geen zwemonderdeel)
- 2006:  Challenge Roth - onbekende tijd
- 2006: 7e Ironman Hawaï - 9:32.48
- 2007:  Ironman New Zealand - 9:20.02
- 2007:  Challenge Roth - 8:58.25
- 2007: 4e Ironman Hawaï - 9:26.47
- 2008:  Ironman 70.3 Kansas - 4:19.33
- 2008:  Ironman  70.3 Lubbock
- 2008:  Ironman New Zealand - 9:16.00
- 2008: 14e Ironman Hawaï - 9:45.33
- 2009:  Ironman Florida 70.3 - 4:23.42
- 2009:  Ironman 70.3 Kansas - 4:20.44
- 2009:  Ironman 70.3 Lubbock
- 2009: 8e Ironman 70.3 St. Croix - 4:49.18
- 2009:  Ironman New Zealand - 9:23.08
- 2009: 8e Revolution3 Triathlon - 4:36.50
- 2009: 8e Ironman Hawaï - 9:34.45